# Anthropoidea
Anthropoidea är en infraordning inom primaterna, som innefattar de egentliga aporna, utan det som tidigare kallats halvapor. Simiiformes används ofta i samma betydelse som Anthropoidea.
Simiiformes/Anthropoidea består av smalnäsor (Catarrhini) och brednäsor (Platyrrhini).